# Back to the Future Part II
Back to the Future Part II is een Amerikaanse komische sciencefictionfilm uit 1989 en het tweede deel in de Back to the Future-filmtrilogie. De film werd geregisseerd door Robert Zemeckis en geschreven door Zemeckis en Bob Gale. Deze film en Back to the Future Part III werden gelijktijdig gefilmd en zes maanden na elkaar uitgebracht. De hoofdrollen worden opnieuw vertolkt door Michael J. Fox en Christopher Lloyd.

## Verhaal
De film gaat verder waar de vorige ophield. Marty en Jennifer reizen met Doc naar het jaar 2015 om daar te voorkomen dat de familie McFly in de goot terechtkomt. Het blijkt dat Doc tijdens zijn eerdere bezoek aan 2015 de DeLorean flink heeft laten verbeteren. Zo is het probleem met het plutonium opgelost: de DeLorean loopt nu met behulp van een futuristische reactor, bijgenaamd Mr. Fusion, op groene energie. Bovendien is de auto aangepast zodat deze kan vliegen. Omdat Jennifer Doc iets te veel vragen stelt over de toekomst, verdooft hij haar.
Volgens Doc is een overval waar de zoon van Marty aan deelneemt het begin van een hoop ellende voor de familie. Marty moet daarom proberen dit te voorkomen. Nadat die opdracht succesvol is afgerond koopt Marty een sportalmanak met alle sportuitslagen van 1950 tot 2000. Hij hoopt met deze almanak een fortuin te vergaren door te gokken bij sportwedstrijden. Doc komt erachter en overreedt hem de almanak weg te gooien, omdat het een gevaar voor de tijdlijn vormt om die informatie mee terug te nemen naar het verleden. Marty gooit de almanak in een vuilnisbak maar wordt daarbij gezien door Biff Tannen, die we uit de eerste film kennen als de pestkop die George McFly steeds lastigvalt. Biff pakt de sportalmanak. Biff herkent ook de tijdmachine, aangezien hij Doc, Marty en Jennifer zag vertrekken in 1985.
Jennifer, nog steeds verdoofd, wordt gevonden door de politie en naar haar huis, waar zij en Marty in 2015 wonen, gebracht. Hier ontdekt ze dat Marty zijn carrière als gitaarspeler moest opgeven nadat hij gewond raakte bij een auto-ongeluk. Ze ziet ook hoe Marty wordt ontslagen omdat hij betrokken was bij illegale praktijken binnen het bedrijf waar hij werkt. Ze ziet later zichzelf. Van de schok valt ze flauw. Ze wordt opgehaald door Doc. Ondertussen steelt de Biff uit 2015 de tijdmachine en reist naar een (dan nog) onbekend punt in de tijd. Net voordat Marty, Doc en Jennifer terugkeren bij de tijdmachine verlaat Biff deze, en lijkt een soort hartaanval te krijgen (in een verwijderde scène verdwijnt hij vervolgens). Doc, Marty en Jennifer keren terug naar 1985. Doc maakt bekend de tijdmachine te zullen vernietigen, aangezien het ding hun niets dan ellende heeft bezorgd.
Echter, na aankomst ontdekken Marty en Doc dat er iets niet klopt. Om een of andere reden is de tijdlijn drastisch veranderd. Biff is een rijk en machtig man geworden door te 'gokken' op uitslagen van sportwedstrijden en de stad is verregaand verloederd en corrupt geworden. Bovendien blijkt Biff George McFly te hebben vermoord en te zijn getrouwd met Lorraine. Via een paar oude kranten ontdekken Marty en Doc dat Biff in het bezit is gekomen van de sportalmanak uit 2015. Ook vindt Doc in de DeLorean de knop van Biffs wandelstok. Marty ondervraagt Biff, en ontdekt zo dat Biff de almanak kreeg van een oude man (zichzelf uit het jaar 2015) op 12 november 1955. Om de tijdlijn te herstellen moeten Marty en Doc terug naar die datum om te voorkomen dat Biff ooit in het bezit van de almanak komt.
Omdat Biff de almanak heeft gekregen in dezelfde week die Marty al eerder in 1955 heeft doorgebracht, zijn er nu twee versies van Marty en Doc aanwezig in 1955. Terwijl de oudste Marty (Marty van deel II) bezig is om Biff de almanak afhandig te maken, vinden de gebeurtenissen uit de oorspronkelijke film zichtbaar op de achtergrond plaats. Zo nu en dan worden de twee versies van Marty door andere personages dan ook met elkaar verward. Omdat het voor Marty's bestaan van belang is dat zijn ouders een relatie krijgen, moet hij zijn uiterste best doen om zijn vroegere versie die dat aan het regelen is niet voor de voeten te lopen. Ook Doc moet oppassen dat hij zijn versie uit 1955 niet tegenkomt.
Als Marty de almanak te pakken heeft, verbrandt hij hem en herstelt zodoende de toekomst. Op het moment dat Doc (van 1985) de vliegende DeLorean wil laten landen, wordt de wagen getroffen door de bliksem (gedurende hetzelfde onweer dat Marty in deel I de energie gaf om terug naar de toekomst te gaan) en verdwijnt. Vlak daarna krijgt Marty tot zijn verbazing een zeventig jaar oude brief van een advocaat, wiens kantoor lang geleden deze brief heeft ontvangen tezamen met instructies aan wie, waar en wanneer deze af te leveren. De brief is afkomstig van Doc, die in 1885 is terechtgekomen. Marty, die zonder tijdmachine vast zit in 1955, zoekt onmiddellijk de jonge Doc (van 1955) op om hem om hulp te vragen om de oude Doc uit 1885 terug te halen.

## Rolverdeling
| Acteur                | Personage                                     | Opmerkingen            |
| --------------------- | --------------------------------------------- | ---------------------- |
| Michael J. Fox        | Marty McFly, Marty McFly Jr. en Marlene McFly |                        |
| Christopher Lloyd     | Dr. Emmett L. "Doc" Brown                     |                        |
| Lea Thompson          | Lorraine Baines                               |                        |
| Thomas F. Wilson      | Biff Tannen en Griff Tannen                   |                        |
| Elisabeth Shue        | Jennifer Parker                               |                        |
| James Tolkan          | Mr. Strickland                                |                        |
| Jeffrey Weissman      | George McFly                                  |                        |
| Crispin Glover        | George McFly                                  | (BTTF1 beeldmateriaal) |
| Billy Zane            | Match                                         |                        |
| Casey Siemaszko       | 3-D                                           |                        |
| J.J. Cohen            | Skinhead                                      |                        |
| Ricky Dean Logan      | Data                                          |                        |
| Darlene Vogel         | Spike                                         |                        |
| Jason Scott Lee       | Whitey                                        |                        |
| Flea                  | Needles                                       |                        |
| Harry Waters Jr.      | Marvin Berry                                  |                        |
| Elijah Wood           | Videogame jongen                              |                        |
| John Thornton         | Videogame jongen                              |                        |
| Lindsey Whitney Barry | Hoverboard meisje #2                          |                        |
| Theo Schwartz         | Hoverboard meisje #1                          |                        |
| Freddie               | Einstein                                      |                        |

## Achtergrond

### Productie

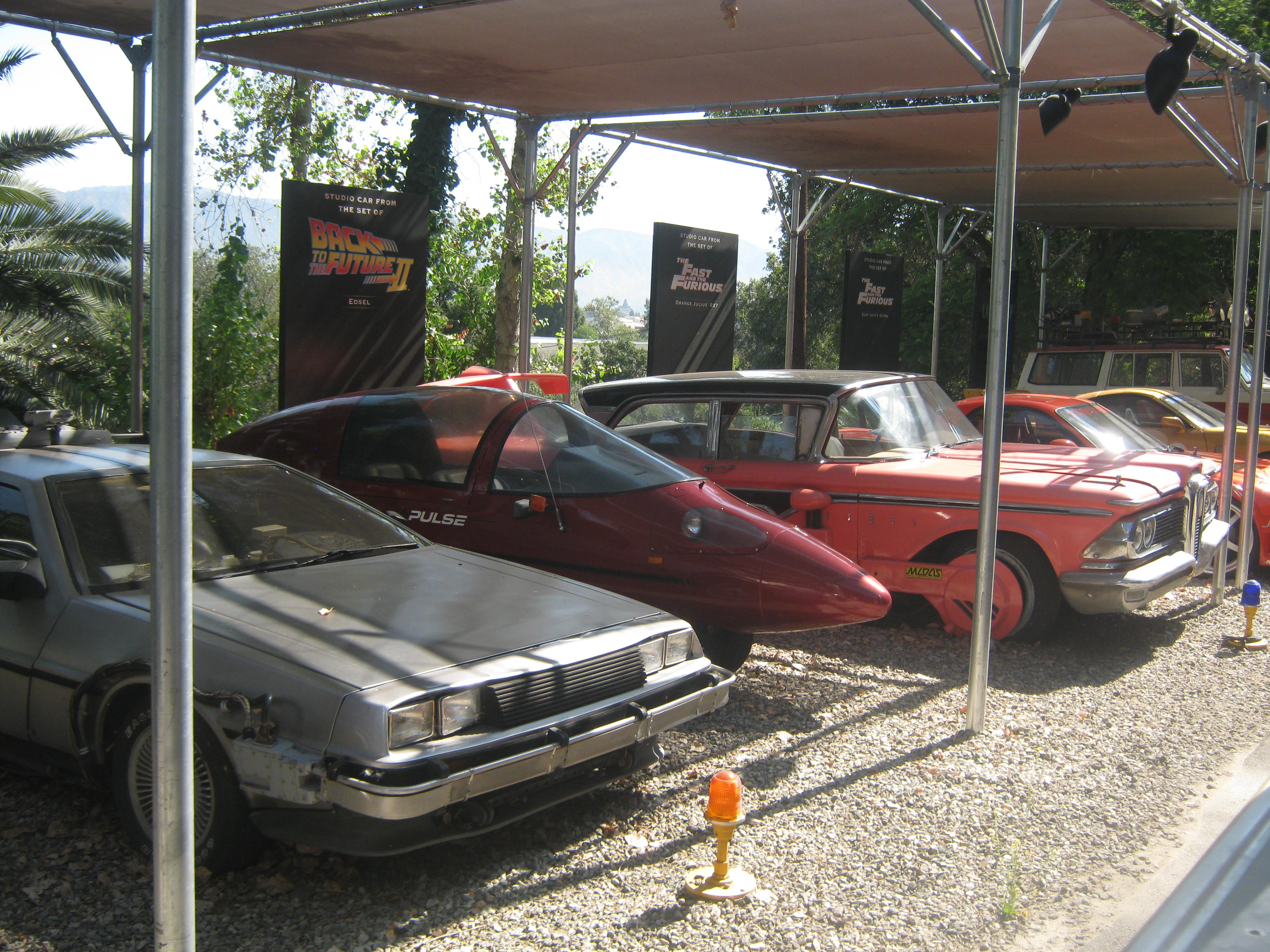
Drie auto's die te zien zijn in Back to the Future Part II: v.l.n.r. de DeLorean-tijdmachine, een Pulse Autocycle en een gemodificeerde Edsel Corsair

Eigenlijk was het niet de bedoeling dat Back to the Future een vervolg zou krijgen, maar vanwege het grote succes van die film en het feit dat deel 1 met een open einde was afgesloten, werd besloten toch een deel 2 te maken. Het scenario voor de film onderging net als het scenario van de vorige film veel veranderingen. In het oorspronkelijke scenario voor Back to the Future II zouden Marty en Doc naar 1967 moeten reizen om Biff te stoppen. Ook zou Mr. Fusion worden vernietigd en zouden Doc en Marty over de Grand Canyon vliegen. In totaal duurde het twee jaar om het scenario te voltooien en de sets voor de productie te laten bouwen.
Twee acteurs uit de vorige film keerden niet terug in deze; Crispin Glover, die de rol van George McFly speelde in deel 1, en Claudia Wells, die de rol van Marty’s vriendin Jennifer speelde in deel 1. Glover stelde volgens de producers te hoge eisen om mee te spelen en Wells sloeg de rol af vanwege de ziekte van haar moeder. Glover is alleen te zien in oud beeldmateriaal uit de eerste film dat opnieuw verwerkt is in deze film. Omdat Wells niet mee wilde werken aan deze film, moet de slotscène van de eerste film (waarin Doc Marty en Jennifer komt halen) opnieuw worden opgenomen voor deel 2 met Wells’ vervanger, Elisabeth Shue, in de rol van Jennifer.
Michael J. Fox en de andere acteurs die wel terugkeerden, moesten vaak speciale make-up op om te verhullen dat ze zichtbaar waren verouderd sinds de vorige film.
De productie van de film wordt gezien als een van de grote doorbraken van Industrial Light & Magic. De film maakt veel gebruik van computeranimatie. Bovendien werd er flink geëxperimenteerd met technieken om dezelfde acteur tegelijk verschillende rollen te laten spelen in dezelfde scène. Zo speelt Michael J. Fox naast de tiener Marty McFly ook de oudere Marty McFly uit 2015 en diens toekomstige kinderen, en speelt Thomas F. Wilson zowel de jonge als oude Biff Tannen, en Biffs kleinzoon Griff.

### Denkfout en verwijderde scènes
Het scenario van de film bevat een (achteraf erkende) denkfout. Marty merkt op dat hij ook naar 2015 kan gaan om te voorkomen dat de oude Biff überhaupt op het idee komt om de almanak in 1955 aan zichzelf te geven. Doc wijst hem terecht en zegt dat het 2015 waar zij net vandaan gekomen zijn, niet meer bestaat. Door de verandering in 1955 is een alternatieve, parallelle tijdlijn ontstaan en in die versie van 1985 zijn ze nu beland. Om een en ander te herstellen moet Marty dus terug en niet vooruit. De oude Biff is echter wel in staat geweest om de gestolen De Lorean uit het veranderde 1955 terug te brengen naar het oude 2015. Dat is volgens de logica van Doc onmogelijk.
Uit een verwijderde scène op de dvd/blu-ray blijkt dat hier wel over is nagedacht. Nadat de oude Biff Tannen de De Lorean terugbrengt op zijn oude bestemming komt hij de wagen uitgestrompeld, waarop hij op de grond valt en langzaam in het niets verdwijnt (op dezelfde manier dat Marty bijna verdween in de eerste film). Deze scène is naderhand verwijderd, omdat dit waarschijnlijk de loop van het verhaal al bij voorbaat zou verraden. Een oplossing voor de theorie zou kunnen zijn dat de ontmoeting tussen de twee Biffs een paradox met zich meebracht, waarbij de oude Biff wel in zijn "eigen" 2015 terechtkwam, maar daarna meteen in het niets verdween. Een andere verklaring was dat in de alternatieve tijdlijn die Biff creëerde door zichzelf de almanak te geven, hijzelf voor 2015 werd doodgeschoten door Lorraine.
De scène is noemenswaardig vanwege het feit dat Biff langzaam begint te verdwijnen zodra Marty en Doc wegvliegen met de De Lorean, en pas geheel verdwijnt wanneer de knal van de De Lorean die een tijdsprong maakt wordt gehoord. Dit kan worden verklaard door het feit dat als Doc en Marty vroegtijdig de knop van Biffs wandelstok hadden gevonden, ze de tijdlijn direct hadden kunnen herstellen en Biff niet zou zijn verdwenen.
In de uiteindelijke versie zien we slechts dat de oude Biff op het moment dat hij uit de tijdmachine stapt onwel wordt.
Een andere fout is de theorie over hond Einstein en Jennifer. Zij vertrekken samen met Doc en Marty van 1985 naar 2015 en komen later in de film met z'n allen terug naar het corrupte 1985. De bewusteloze Jennifer wordt door Marty op de tuinbank gelegd van haar huis. Wanneer Marty en Doc erachter komen dat de tijdlijn is verstoord, vertrekken ze zonder de hond Einstein en Jennifer naar 1955 om de tijdlijn te corrigeren. Marty merkt op dat ze Einstein en Jennifer achterlaten. Volgens Doc is dat geen probleem. Nadat ze in 1955 de tijdlijn terug rechtzetten en terugkeren naar het herstelde 1985 zullen ze Einstein en Jennifer vinden waar ze werden achtergelaten. Dit klopt met de eerdere redenering ook niet: Einstein en Jennifer blijven in de tijdlijn van het corrupte 1985 terwijl Marty en Doc terugkeren naar de tijdlijn van het herstelde 1985. Hierdoor zitten beiden in een andere tijdsdimensie.

### Geruchten
Gedurende een interview zei regisseur Robert Zemeckis voor de grap dat de hoverboards (vliegende skateboarden) uit de film echt waren. Een groot aantal mensen geloofde hem en eisten dat speelgoedwinkels ze gingen verkopen. Nadat deel III uitkwam vertelde Zemeckis de waarheid.
Ook van de Nike sportschoenen met automatisch strikkende veters die Marty in deel 2 draagt werd gedacht dat ze echt waren. In 2011 besloot Nike daadwerkelijk schoenen gemodelleerd naar die uit de film op de markt te brengen, hoewel deze niet de mogelijkheid hebben zelf hun veters te strikken.
Toen de Florida Marlins de Cleveland Indians versloegen in de 1997 World Series, deed het gerucht de ronde dat de film deze uitslag had voorspeld. Dit was niet waar. In de hele film worden geen sportuitslagen genoemd die refereren aan deze wedstrijd.
Een soortgelijk gerucht dook op in 2003 toen de Florida Marlins de Chicago Cubs versloegen bij de NLCS. Maar ook dit gerucht is ongegrond.

### Muziek
Net als bij het eerste deel werd de filmmuziek wederom gecomponeerd door Alan Silvestri. Deze muziek werd ook door MCA Records uitgebracht op een Soundtrackalbum.

### Notities
- In een krant uit het jaar 2015 wordt bericht over een staatsbezoek aan Amerika door Koningin Diana (wijlen Prinses Diana). Bob Gale zei later in een interview dat hij er geen idee van had dat Diana in 1997 zou omkomen, maar dat hij wel had moeten overwegen dat dit zou kunnen gebeuren.
- De film betekende het debuut van acteur Elijah Wood.
- Op een groot aantal punten gaf de film een correcte voorspelling van hoe het leven rond 2015 zou zijn, zoals flatscreen televisies, Aziatische landen wiens economie een grote invloed uitoefent op de Amerikaanse, de mogelijkheid om zes kanalen tegelijk te bekijken, en de toename van plastische chirurgie.[2]

### Uitgave en ontvangst
Back to the Future Part II bracht in het openingsweekeinde 27 miljoen dollar op. De mondiale opbrengst bedroeg 332 miljoen dollar. Dit bedrag kwam echter niet in de buurt van de opbrengst van de eerste film.

## Prijzen en nominaties
Back to the Future Part II won in totaal 8 prijzen, en werd voor nog eens 6 prijzen genomineerd.
| jaar | prijs                | categorie                                                                        | genomineerde(n)                                        | uitslag     |
| ---- | -------------------- | -------------------------------------------------------------------------------- | ------------------------------------------------------ | ----------- |
| 1990 | Academy Award        | Beste visuele effecten                                                           | Ken Ralston, Michael Lantieri, John Bell, Steve Gawley | genomineerd |
| 1990 | BAFTA Film Award     | Beste effecten                                                                   | Ken Ralston, Michael Lantieri, John Bell, Steve Gawley | gewonnen    |
| 1990 | BMI Film Music Award | -                                                                                | Alan Silvestri                                         | gewonnen    |
| 1990 | Golden Screen        | -                                                                                | -                                                      | gewonnen    |
| 1990 | Blimp Award          | Favoriete filmacteur                                                             | Michael J. Fox                                         | gewonnen    |
| 1990 | Blimp Award          | Favoriete filmactrice                                                            | Lea Thompson                                           | gewonnen    |
| 1990 | Young Artist Award   | Best Family Motion Picture - Musical or Fantasy                                  | -                                                      | gewonnen    |
| 1991 | Saturn Award         | Beste effecten                                                                   | Ken Ralston                                            | gewonnen    |
| 1991 | Saturn Award         | Beste kostuums                                                                   | Joanna Johnston                                        | genomineerd |
| 1991 | Saturn Award         | Beste make-up                                                                    | Ken Chase, Michael Mills, Kenny Myers                  | genomineerd |
| 1991 | Saturn Award         | Beste sciencefictionfilm                                                         | -                                                      | genomineerd |
| 2003 | Saturn Award         | Best DVD Classic Film Release                                                    | -                                                      | genomineerd |
| 2003 | DVD Exclusive Award  | AOL Movies DVD Premiere Award - Best Special Edition of the Year - Classic Movie | -                                                      | gewonnen    |
| 2003 | DVD Exclusive Award  | Original Retrospective Documentary, Library Release                              | Laurent Bouzereau                                      | genomineerd |